# Петатлан
Петатлан (исп. Petatlán) — город в муниципалитете Петатлан Мексики, входит в штат Герреро. Население 20 720 человек.